# Marte oltre Marte
Marte oltre Marte. L'era del capitalismo multiplanetario è un saggio di sociologia di Cobol Pongide scritto per la casa editrice DeriveApprodi e pubblicato nel 2019.
Il testo descrive l'emergere e l'affermarsi del settore commerciale della space economy e il conseguente adeguamento della disciplina del diritto aerospaziale alla luce delle innovazioni e degli obbiettivi che in questo campo stanno emergendo.
Il saggio esamina il crescente impatto delle tecnologie aerospaziali e dell'industria aerospaziale tanto nell'economia mondiale che, attraverso reimpieghi nella vita quotidiana (spin-off aerospaziale), nella società civile.
Al centro dell'analisi c'è la predominanza, in questo settore, delle novità introdotte dal cosiddetto NewSpace, la variante statunitense, caratterizzata dalla nascita di aziende private e startup specializzate nel settore. Con queste, si legge, emergono figure imprenditoriali nuove, provenienti spesso dal campo della new economy delle reti, come nel caso di Elon Musk e Jeff Bezos, non solo più affiliate ai programmi spaziali governativi, ma portatrici di una propria visione imprenditoriale e di innvovazione tecnologica, la cui attenzione si sposta dalle risorse terrestri a quelle spazio extra-atmosferiche.
Il saggio inserisce queste innovazioni nel quadro di una più ampia attività d'espansione del capitalismo contemporaneo, non prettamente finanziario, impegnato nella ricerca di nuovi territori da cui estrarre valore e da cui esprimere potenza militare; primo tra tutti il comparto dell'industria mineraria spaziale, ma ovviamente anche in quelli già maturi del monitoraggio satellitare, della militarizzazione dello spazio e dell'astronautica militare, come strumenti di geopolitica.
La tesi centrale del libro ruota attorno all'ipotesi che il cambiamento climatico e ambientale contemporaneo non sia un accidentale effetto collaterale dell'antropizzazione, ma un fenomeno strutturalmente necessario, per quanto al momento solo iniziale, all'espansione extra-atmosferica: compatibile con la ricerca di nuovi territori da cui estrarre valore, posti oltre il pianeta Terra. Da qui la definizione di “capitalismo extra-atmosferico”, “capitalismo spaziale” e “capitalismo multiplanetario” nel testo utilizzati tutti come sinonimi.
In conclusione, il pieno sviluppo della space economy porterà, conseguentemente, ad un'approssimazione ambientale e climatica di quell'area del sistema solare detta zona abitabile, compresa tra Venere e Marte, intesa come “fabbrica allargata”, in cui opererà una forza lavoro terrestre adeguatamente specializzata. Il compimento di questo passaggio da un sistema produttivo terrestre ad uno extra-atmosferico e multiplanetario necessiterà, secondo l'autore, di un processo di “terraformazione” dello stesso pianeta Terra, cioè di un adeguamento ambientale del pianeta natale della forza lavoro alla conformazione del nuovo spazio della produzione. Proprio questo adeguamento può essere spiegato nei termini di disastro ambientale e, almeno in parte, mediante il concetto di antropocene.
Dal punto di vista delle idee che sorreggono questa emergente new economy, il saggio individua correnti come l'accelerazionismo e il lungotermismo. In modo analogo, il libro si concentra sulle novità nel campo della bioingegneria e della biologia di sintesi per quel che riguarda rispettivamente la creazione di una specifica forza lavoro e la sperimentazione di nuovi materiali, concepiti al di fuori della biosfera terrestre, a sostegno del sistema di supporto vitale dell'insieme dei lavoratori specializzati.